# Žan Celar
Žan Celar, slovenski nogometaš, * 14. marec 1999, Kranj. 
Celar je slovenski profesionalni nogometaš, ki igra na položaju napadalca. Od leta 2024 je član angleškega kluba Queens Park Rangers, od leta 2021 tudi slovenske reprezentance. Pred tem je igral za Maribor, Romo in  Cittadello, Cremonese in Lugano ter slovensko reprezentanco do 16, 17, 18, 19 in 21 let. Z Luganom je v sezoni 2021/22 osvojil švicarski pokal.